# パズル・パレス
パズル・パレス（原題:Digital Fortress）は1998年に刊行された、ダン・ブラウンのサスペンス小説。日本語版の発行は2006年、翻訳者は越前敏弥・熊谷千寿。

## あらすじ
アメリカ国家安全保障局（NSA）が暗号解読のため開発したスーパーコンピュータ「トランスレータ」。これによって暗号の解読が成功すれば一般国民のプライバシーの侵害および、政府による弾圧に繋がるという懸念があったため、NSAは表向きには解読に失敗したと発表した。しかし、それは秘密裏に運用され、テロリスト達の電子メールの暗号を解くことで、数々のテロを未然に防いでいた。
ある休日、暗号解読課主任スーザン・フレッチャーは突然NSAに招集される。プライバシーの観点からトランスレータの運用をよく思わない元スタッフによって開発された、解読不能の暗号化技術「デジタル・フォートレス」（電子要塞の意）が発表され、暗号を解くパス・キーがオークションに掛けられたというのだ。
もし、トランスレータにかけても解読できないこの暗号化技術が世に広まれば、アメリカはテロを防ぐことが困難になる。開発したエンセイ・タンカドはパス・キーを協力者にも預けていたため、実力行使に出る事も出来ない。オークション中止の条件はただ一つ、「トランスレータの存在を外部に発表する事」であった。説得を提案するスーザンであったが、開発者のタンカドが既に心臓発作で死亡した事、そして、恋人のデイヴィッド・ベッカーがパス・キーを含むであろうタンカドの遺品を回収しに旅立った事を知らされる。
スーザンは、協力者がタンカドの死を察する前に、その正体を突き止めなければならなかった。

## 登場人物
スーザン・フレッチャー
NSAの暗号解読課主任。38歳の若さにして抜擢された天才で、スタイルも抜群の美女。
中学生の時に、先輩から貰った暗号の詩から暗号技術に興味を持ち、MIT在籍時に書いた博士論文をきっかけにNSAに入局した。
ベッカーとの旅行の予定があったが急遽招集され、タンカドの協力者を割り出す作業を任される。
デイヴィッド・ベッカー
現代言語学専攻の大学教授。ヨーロッパからアジアまで様々な言語を自在に使いこなす。
アルバイトでNSAの翻訳作業を行った際にスーザンと出会い、恋人となった。趣味は運動で、スカッシュに関してはスーザンもあきれるほどの中毒者。
スーザンの後見人とも言えるストラスモアからの依頼を断れず、タンカドの遺品を回収するためにセビーリャへ旅立った。
トレヴァー・ストラスモア
NSAの業務担当副局長。56歳。
リーダーとしての非常に高い分析力・判断力と、研究者として上げた数々の功績、さらに厳格な性格と類稀なる愛国心とを併せ持つ人格者であり、局内でも最も優秀な人物と目される。スーザンの才能に気付き、育て上げた恩人でもある。
ベッカーの語学力とNSAに無関係な身分から、協力者に察知されずに行動できると判断し、タンカドの遺品の回収を命じた。
フィル・チャトルキアン
NSAのシステム保安員。23歳。仲間思いで仕事熱心な性格。
デジタル・フォートレスを処理中のトランスレータから異常を感じ訴えるが、デジタル・フォートレスの存在を隠そうとするストラスモアから頑なに否定されたため、疑惑を深めていく。
グレッグ・ヘイル
NSAの解読員。高身長で筋肉質、自己顕示欲が激しく、あだ名はヘイライト（岩塩）。スーザンにしつこく言い寄っている。
元は海兵隊員で、優秀なプログラマとして出世も約束されていたが、ケンカで殺人を犯してしまい投獄。出所後はいくつかの会社を渡り歩いていたが、NSAが開発した公開鍵暗号のアルゴリズムからバックドアを発見したことがきっかけとなり、NSAに入局した。
トランスレータを異常と察知し、スーザンとストラスモアの動向を探る。
ミッジ・ミルケン
NSAの局内セキュリティ分析官。60歳でやや太り気味の女性局員。直感力にすぐれ、頭も切れる。
その直感からトランスレータに異常を感じ、原因を探る。
エンセイ・タンカド
元NSA局員の日本人男性。20歳の時点で既に同業者から崇拝されていた、天才的プログラマー。
広島原爆により親が被爆し、両手の指が三本しか無い身体障害者として生まれてきたが、プログラマーとしての能力や信義を重んじる性格から、NSA内でも一目置かれていた。しかし、トランスレータの無制限使用に反対し、反対勢力の団体と接触したために逮捕され、国外退去処分を受けた。
NSAにオークションを中止する条件を提示し、デジタル・フォートレスを発表した後は、セビーリャに潜伏していたが、持病の心臓発作を起こし死亡した。
同志社大学出身である。